# Ивин, Тимофей Фёдорович
Тимофей Фёдорович Ивин (1917—1964) — участник Великой Отечественной войны, командир дивизиона 489-го миномётного полка 5-й ударной армии 1-го Белорусского фронта, капитан, Герой Советского Союза.

## Биография
Родился 23 февраля 1917 года в с. Иннокентьевка, ныне пгт Нанайского района Хабаровского края, в семье крестьянина. Русский.
Окончив 7 классов, работал на рыбозаводе в посёлке Славянка Нанайского района. После окончания речного техникума ходил на судах Амурской флотилии.
В Красной Армии с 1938 года. В 1940 году окончил курсы воздушных стрелков-радистов. На фронте в Великую Отечественную войну — с сентября 1941 года. В одном из воздушных боёв был тяжело ранен и после выздоровления уже в авиацию не попал. Окончил курсы младших лейтенантов в 1942 году. Член КПСС с 1944 года.
Дивизион 489-го миномётного полка под командованием капитана Ивина во время прорыва обороны противника с Магнушевского плацдарма на реке Висле своим огнём обеспечивал продвижение штурмовых групп. Действуя в составе подвижной штурмовой группы 5-й ударной армии по захвату важных стратегических пунктов и узлов дорог в тылу противника, его дивизион нанёс своим огнём большой урон врагу, умело прикрывая фланги, обеспечил уверенное продвижение наших войск.
31 января 1945 года одним из первых форсировал реку Одер, закрепился на его левом берегу в районе населённого пункта Киниц (севернее г. Зелов, Германия), отразив многочисленные контратаки противника и нанеся ему большой урон, уничтожив 5 противотанковых орудий, 3 миномётные батареи, 8 пулемётов, сотни вражеских солдат.
После войны продолжал службу в армии. С 1947 года майор Ивин — в запасе. Жил в г. Новошахтинск Ростовской области. Там он работал помощником начальника шахты № 7 («Коминтерновская»), заместителем директора ЦОФ «Несветай», заместителем директора рыбзавода, коммерческим директором лесосплавной конторы. Был членом партбюро, депутатом горсовета.
Умер 10 июля 1964 года, похоронен в Новошахтинске.
Дочери — Сёмина Валентина Тимофеевна, жила в городе Амурске и Грищенко Лариса Тимофеевна, жила в городе Красный Сулин.

## Награды
- Указом Президиума Верховного Совета СССР от 24 марта 1945 года Тимофею Фёдоровичу Ивину было присвоено звание Героя Советского Союза с вручением медали «Золотая Звезда».
- Награждён орденами Ленина, Красного Знамени, Кутузова 3 степени, Отечественной войны 2 степени, Красной Звезды, а также медалями «За оборону Москвы», «За оборону Сталинграда», «За освобождение Варшавы», «За взятие Берлина», «За Победу над Германией»[1].

## Память
- На доме в Новошахтинске, где жил Герой, установлена мемориальная доска, а в посёлке шахты «Западная-Капитальная» есть улица его имени.
- Имя Героя находится на обелиске боевой и трудовой славы в Хабаровске.
- На его родине, в селе Иннокентьевка, построена школа, носящая имя Ивина[3].
- Также в Москве есть школа, названная именем Тимофея Фёдоровича.